# Atractus snethlageae
Espèce
Synonymes
- Atractus flammigerus snethlageae da Cunha & do Nascimento, 1983

Statut de conservation UICN

 LC  : Préoccupation mineure
Atractus snethlageae est une espèce de serpents de la famille des Dipsadidae.

## Répartition
Cette espèce se rencontre au Brésil, au Suriname, en Colombie, en Équateur, au Pérou et en Bolivie.

## Étymologie
Cette espèce est nommée en l'honneur d'Emilia Snethlage.

## Publication originale
- da Cunha & do Nascimento, 1983 : Ofidios da Amazonia 20 - As especies de Atractus Wagler, 1828, na Amazonia oriental & Maranhao (Ophidia, Colubridae). Boletim do Museu Paraense Emilio Goeldi, Nova Serie, Zoologia, no 123, p. 1-38.